# Clarence Kea
Clarence Leroy Kea (Wilmington, 2 febbraio 1959) è un ex cestista statunitense, professionista nella NBA e in Europa.

## Carriera
Venne selezionato dai Dallas Mavericks all'ottavo giro del Draft NBA 1980 (169ª scelta assoluta).

## Palmarès
- 2 volte All-CBA Second Team (1981, 1983)
- Miglior rimbalzista CBA (1983)
- Campionato italiano: 1

Virtus Roma: 1982-83
- Campionato francese: 1

CSP Limoges: 1987-88
- Coppa dei Campioni: 1

Virtus Roma: 1983-84
- Coppa delle Coppe: 1

CSP Limoges: 1987-88